# Steal Your Face
Steal Your Face je koncertní dvojalbum skupiny Grateful Dead. Album vyšlo v roce 1976 u Grateful Dead Records. Nahrávky pochází z 16.-20. října 1974, kdy byli nahrány v Winterland Ballroom v San Franciscu.

## Seznam skladeb
| Disk 1 | Disk 1                                | Disk 1                    | Disk 1 |
| Pořadí | Název                                 | Autor                     | Délka  |
| ------ | ------------------------------------- | ------------------------- | ------ |
| 1.     | Promised Land                         | Berry                     | 3:17   |
| 2.     | Cold Rain and Snow                    | trad., arr. Grateful Dead | 5:38   |
| 3.     | Around and Around                     | Berry                     | 5:07   |
| 4.     | Stella Blue                           | Hunter, Garcia            | 8:48   |
| 5.     | Mississippi Half-Step Uptown Toodeloo | Hunter, Garcia            | 8:04   |
| 6.     | Ship of Fools                         | Hunter, Garcia            | 7:01   |
| 7.     | Beat It On Down the Line              | Fuller                    | 3:24   |

| Disk 2         | Disk 2                      | Disk 2         | Disk 2 |
| Pořadí         | Název                       | Autor          | Délka  |
| -------------- | --------------------------- | -------------- | ------ |
| 1.             | Big River                   | Cash           | 4:55   |
| 2.             | Black-Throated Wind         | Barlow, Weir   | 6:07   |
| 3.             | U.S. Blues                  | Hunter, Garcia | 5:42   |
| 4.             | El Paso                     | Robbins        | 4:17   |
| 5.             | Sugaree                     | Hunter, Garcia | 7:37   |
| 6.             | It Must Have Been the Roses | Hunter         | 6:00   |
| 7.             | Casey Jones                 | Hunter, Garcia | 7:04   |
| Celková délka: | Celková délka:              | Celková délka: | 84:13  |

## Sestava
- Jerry Garcia - kytara, zpěv
- Bob Weir - kytara, zpěv
- Keith Godchaux - klávesy, zpěv
- Donna Jean Godchaux - zpěv
- Phil Lesh - baskytara
- Bill Kreutzmann - bicí
- Mickey Hart - bicí v „The Promised Land“